# 堂園喜義
堂園 喜義（どうぞの きよし、1956年6月10日- ）は、鹿児島県志布志市（現役当時は、同県曽於郡志布志町）出身の元プロ野球選手。ポジションは投手で、アンダースロー投法であった。

## 来歴・人物
鹿児島商業高等学校では1972年、1年生ながらエースとして夏の甲子園に出場。1回戦でこの大会に優勝した津久見高に9回逆転サヨナラ負けを喫する。1973年の夏は鹿児島県予選で決勝に進出するが、鹿児島実業に敗退。最上級生として臨んだ1974年は春の選抜に出場。これまた初戦で、この大会に優勝した報徳学園に敗れた。同年夏は、県予選決勝で定岡正二を擁する鹿児島実業に0-2で敗北。2度の甲子園出場で勝利を味わう事が叶わないまま、高校3年間を終える。
1974年夏に2季連続甲子園行きを阻んだ鹿児島実業の控え投手は、喜義の実弟・一広（かずひろ）であった。弟の投法もアンダースローだった。鹿児島実業は仮想・堂園喜義として一広投手を相手に日々、打撃練習を繰り返したといわれる。前年夏の選手権大会で柳川商が、「プッシュ打法」を用いて作新学院の怪物・江川卓の攻略を図ったが、鹿児島実打線もこの決勝戦で、堂園をプッシュ打法で攻め立てた。スコアは0-2であったが、この2点は8回裏、死四球や敵失などで挙げたもの。因みに鹿児島実打線はこの回、無安打であった。
1974年11月、広島東洋カープからドラフト会議で1位指名され入団した。なお、カープの同年のドラフト3位はこの年、城西高のエースとして甲子園のマウンドを踏んだ高橋慶彦だった。一方、ライバルの定岡正二も読売ジャイアンツからの1位指名を快諾し、プロ球界入りした。
ドラフト1位の堂園はエース候補として期待されるも制球力に課題があり、在籍6年間で公式戦登板機会を得られず1980年オフに現役を引退した。
2016年の学生野球資格回復研修を受講した上で、翌2017年2月7日に日本学生野球協会より学生野球資格回復の適性認定を受けたことにより、学生野球選手への指導が可能となった。

## 詳細情報

### 年度別投手成績
- 一軍公式戦出場なし

### 背番号
- 38 （1975年 - 1980年）